# Comuna Vucikove, Boureni
Vucikove (în ucraineană Вучкове) este o comună în raionul Boureni, regiunea Transcarpatia, Ucraina, formată din satele Pidciumal și Vucikove (reședința).

## Demografie
Componența lingvistică a comunei Vucikove
     Ucraineană (98,94%)
     Rusă (1,06%)
Conform recensământului din 2001, majoritatea populației comunei Vucikove era vorbitoare de ucraineană (98,94%), existând în minoritate și vorbitori de rusă (1,06%).